# Куліченко Анатолій Федорович
Анатолій Куличенко (? — 1918) — видатний український пасічник, голова Катеринославського товариства бджільництва, український громадський діяч, член Мануйлівської «Просвіти», меценат, дворянин, власник маєтку Одинківка (або Куликівка) під Катеринославом. 

## Життєпис
На російських картах Одинківка значиться ще як Куличенково (див., наприклад, карту № 3 путівника «По Екатерининской железной дороге». — Вип. І. — Катеринослав, 1903). У таких українських виданнях, як «Дніпрові хвилі», «Рада» тощо повідомлення з цього села були позначені — Одинківка (Куликівка).
Село Одинківка утворилося з зимівників та хуторів військових старшин містечка Старої Самари, розташованого на протилежному боці річки Самари.
Після зруйнування Запорозької Січі 1776 уся ця місцевість була віддана в рангову дачу статському радникові Семичеву, який заснував село Одинківка (рос. Одинково), заселивши його сімейним і осідлим народом. У 1797 за клопотанням тодішнього власника села Одинківка секунд-майора Василя Куличенка сюди була перенесена зі скасованої фортеці Богородицький ретраншемент церква Покрови Пресвятої Богородиці, яка існувала в селі і на початку XX ст.
У 1906 в селі нараховувалося 170 дворів і близько тисячі душ населення. Маєток Куличенка, в якому розводили робочих коней, мав 1150 десятин (1903). У 1907 як поміщик мав у Новоселівській волості Новомосковського повіту 1214,04 десятини землі. («Учет земель Новомосковского уезда Екатеринославской губернии», 1908).
За три версти від містечка знаходилася однойменна залізнична станція Одинківка п’ятого класу. У 1904 Куличенко, напевне, був членом сільськогосподарської ради Олександрівського повіту і щиро переймався новими підходами до агрономії. 23 січня 1904 він виступав на засіданні ради. Як свідчить звіт, вміщений в «Вестнике Екатеринославского земства», Куличенко «Зробив декілька зауважень з приводу всього проекту агрономічної організації і між іншим звернув увагу на те, що моментом для об’єднання губернської організації повинен стати з’їзд агрономів.
На думку д. Куличенка, у всіх сферах земської діяльності успіх можливих заходів досягається тільки за допомогою знань, науки, представниками якої у даному випадку є агрономи. Якщо діяльність представників агрономічної науки розрізнена, не може бути згуртування і в агрономічній діяльності земства, не може бути й успіху в цій діяльності. А.Ф. Ку-личенко, переходячи до обговорення програми діяльності агронома в повіті, вказує на безцільність давати рецепти сівозміни, так як життя ніколи не вкладається в зарані окреслені рамки». Куличенко увійшов в число експертів ради.

### Голова Катеринославського товариства бджільництва
У 1899 організовано Катеринославське товариство бджільництва. Куличенко очолив роботу товариства з 1904. 16 квітня того ж року на зборах товариства його одноголосно обрано головою («Пчела». — 1904. — № 6. — С. 191 — 192).
Коли Куличенко був рядовим членом товариства, він активно виступав за створення дослідної або ж наукової громадської пасіки при товаристві, досвід якої можна було б рекомендувати для запровадження серед сільських пасічників Катеринославщини. Неодноразово порушував це питання на зборах та на сторінках журналу «Пчела».
Пропонував розширити мережу спостережних бджолярських пунктів у різних місцях губернії, вести систематичні записи спостережень на основі єдиної програми.
Дослідна пасіка була відкрита в Катеринославі 10 травня 1901 в саду Р. А. Вериги, який жив у Потьомкінському провулку. Куличенко брав активну участь в роботі по її обслуговуванню. 9 квітня 1904 він прийняв її від Р. Вериги в незадовільному стані. Тоді ж за рішенням зборів товариства її перевезено в його маєток в Одинківці. Завдяки його турботам, налагодженій сівозміні квітучих трав, великому фруктовому саду та ягіднику пасіку вдалося значно поліпшити і бджоли мали гарний взяток.
Куличенко доклав великих зусиль для відкриття в Катеринославі складу бджолярського начиння. Його відкрито в 1906, в ньому пасічники могли придбати вулики, інструмент, вощину тощо. У цій коморі також продавали населенню оптом і вроздріб якісний мед за помірними цінами.
У 1901 через крах комерційного банку товариство втратило свої гроші, не вистачало коштів на видання журналу «Пчела». 27 жовтня 1901 Куличенко надав товариству на друкування журналу безвідсоткову позичку у розмірі 180 карбованців, причому ще у 1908 ці гроші не були йому повернуті.
Кілька разів він переобирався головою товариства бджільництва, зокрема, був на цій посаді ще в 1908. Коли і з яких причин був переобраний — невідомо, бо в 1913 товариство очолювала вже інша особа. Куличенко був членом правління Катеринославського відділу імператорського Російського товариства плодівництва.
У липні — жовтні 1910 в Катеринославі відбувалася Південно-Російська обласна виставка, яку можна порівняти з пізнішими виставками досягнень народного господарства. Для нагородження кращих учасників у різних сферах були створені експертні комісії. Куличенко очолив комісію з городництва, плодівництва, виноградарства. Тому він подав на виставку продукцію свого саду поза конкурсом.
«Отчет-альбом Южно-Русской областной сельскохозяйственной, промышленной и кустарной выставки в г. Екатеринославе» (1912) так згадує про участь Куличенка у виставці, яка відбулася в 1910: 

«Куличенко А.Ф зі свого саду при м. Одинківці Новомосковського повіту представив на виставку ті зразки, починаючи від найраніших і закінчуючи пізніми сортами яблук, груш, слив і винограду, які він вважає гідними розведення в цьому районі.
Друковані списки їх разом з фотографічними знімками частин саду і окремих дерев доповнювали згадану колекцію. До неї увійшло 15 сортів яблук, 18 — груш, 11 — слив, 7 — винограду. Сад експонента займає площу близько 7 десятин; найдоросліші дерева в ньому у віці до 7 років. Збуваються фрукти в Катеринославі в фруктові магазини. Окрім згаданих плодів з цього саду доставлені в чудових примірниках декілька цінних пізніх сортів динь, вирощених з насіння, отримуваного з Малої Азії. Ці сорти динь збуваються на Петербурзький ринок. П. Куличенко брав участь своїми витворами поза конкурсом, знаходився в складі експертів».

### Участь у громадському житті українства і роботі Мануйлівської «Просвіти»
За спогадами Д. Дорошенка, Куличенко належав до осіб, які головували у місцевому українському громадському житті в Січеславі. Він брав участь у засіданнях Катеринославської ученої архівної комісії. Так, на засіданні 7 березня 1910, де розглядалися біографія і творчість І. Манжури, виступив з цікавими доповненнями (Летопись ЕУАК, вип. 6, с. 254).
Куличенко брав участь в роботі місцевої «Просвіти», зокрема, як меценат. Разом з іншим багатим українцем В. Хрінниковим та Київським українським клубом він допоміг грішми мануйлівським просвітянам у побудові власного будинку. На загальних зборах Мануйлівської «Просвіти» 19 лютого 1912 обраний почесним членом товариства за матеріальну допомогу товариству.

### Арешт і ув'язнення
У лютому 1908 Куличенко проходив у справі Селянської спілки. Його сестра Марія була дружиною міністра юстиції, приїздила рятувати брата. Міністром юстиції в 1906 — 1915 був Іван Щегловитов (1861 — 1918), голова Державної Ради Російської імперії (1917). Марія Куличенко була другою дружиною Івана Щегловитова. 1895 у них народилася донька Ганна. На суді 23 лютого (7 березня) 1908 Куличенка звинувачено в тому, що він «був головою Новомосковського повітового комітету Спілки, приймав приговори та був головою конспіративного з’їзду 23 грудня» (мова про події 1905).
Пристав Темнер розповів на суді про трус, який він робив у Куличенка, і свідчив, що селяни дуже любили й поважали Куличенка. Він був у числі тих підсудних, які виступали на суді з останнім словом (серед підсудних були також просвітяни А.Синявський, М.Стасюк). Хоча більшість учасників процесу була виправдана, семеро підсудних дістали строки від 5 до 8 місяців «сидіння в кріпості». Куличенко був засуджений на 5 місяців (попри заступництво сестри).

### Меценатська діяльність
Спроби відкрити філію Катеринославської «Просвіти» в Одинківці не увінчалися успіхом. Проте замість недозволеної владою «Просвіти» тут діяв аматорський гурток, про вистави якого писала українська преса.
Так, 23 червня 1913 в школі селища Катерининського гурток любителів з Одинківки поставив «Борців за мрії» (керував постановкою Грузинцев). Після вистави одинківський селянський хор під орудою Павлюченка проспівав низку українських пісень. «Людей було повно, найбільше своїх селян з Одинківки. Оповістки про виставу надруковані були українською мовою».
Як про людину, якій небайдужі були педагогічні справи, і як про мецената, який пожертвував 100 крб. на фонд, писала про Куличенка «Екатеринославская земская газета» 10 червня 1917 («Среди учительских организаций»).

### Доля спадщини Куличенка
Дещо вдалося встановити у місцевих жителів. В Одинківці стояв маєток з економією, церква, перенесена в 1797 з протилежного боку Самари. Біля церкви — родинний склеп Куличенків, пограбований і зруйнований разом з церквою в 1930-х. Уже в 1990-х, коли почали відновлювати стару церкву, виявили кістки і перекинули їх в яму поряд (без перепоховання). Але праху самого Куличенка там, схоже, немає.
Біля церкви Куличенко побудував власним коштом школу і лікарню. Школу поставили в 1960-х на ремонт. Місцеві жителі тим часом повиймали з неї все, що можна. І школа ремонту не підлягала. Збудували нову. Лікарня збереглася.
Бракує відомостей про долю Куличенка. Після революції 1917 селяни спалили економію Куличенка. За чутками, Куличенка і його дружину розстріляли на станції Ігрень. У Куличенка нібито було троє дітей — їх доля невідома.